# 白石草
白石 草（しらいし はじめ、1969年 - ）は、日本のジャーナリスト。 NPO法人OurPlanet-TV代表理事。

## 経歴
1969年生まれ。1993年に早稲田大卒業後、テレビ朝日系の制作会社、東京メトロポリタンテレビジョンを経て2001年、非営利のインターネット放送局「OurPlanet-TV」を設立。2009年から2017年まで、一橋大学大学院社会学研究科地球社会研究専攻客員准教授。
2012年、日本女性放送者懇談会の「放送ウーマン賞2011」、日本ジャーナリスト会議の「JCJ賞」を受賞。福島第一原子力発電所事故をめぐる東京電力のテレビ会議を題材にしたドキュメンタリー『東電テレビ会議49時間の記録』で、2014年に日本科学技術ジャーナリスト会議の「科学ジャーナリスト大賞」を受賞。

## 著書

### 単著
- 『ビデオカメラでいこう〜ゼロからはじめるドキュメンタリー制作』七つ森書館、2008年3月 ISBN 4822808602
- 『メディアをつくる〜「小さな声」を伝えるために』岩波書店、2011年11月 ISBN 4002708233
- 『ルポ チェルノブイリ28年目の子どもたち ウクライナの取り組みに学ぶ』岩波書店、2014年12月 ISBN 4002709175

## 出演
- デモクラシータイムス（YouTube）